# Fabián Balbuena

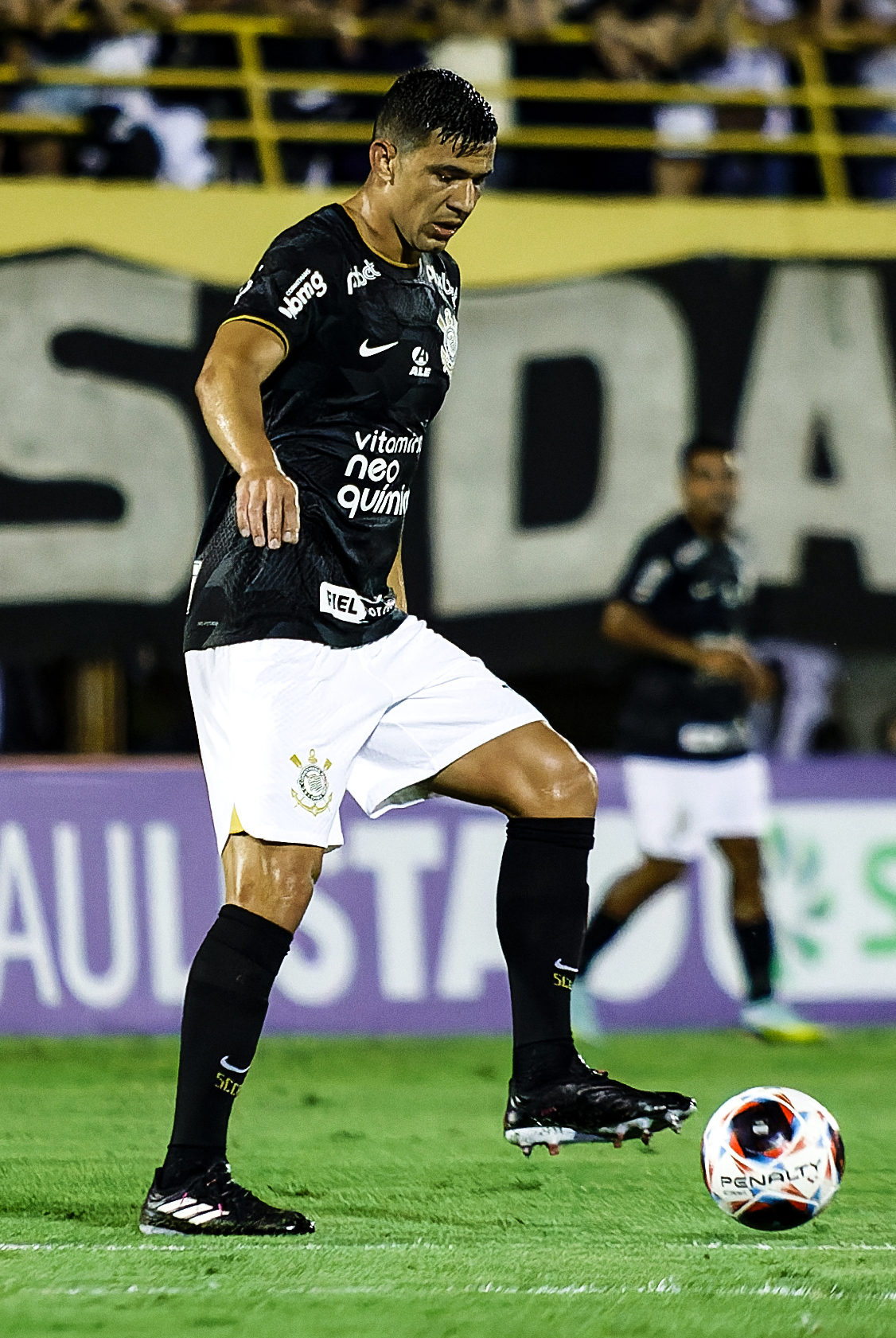
Balbuena pelo Corinthians em 2023.

Fabián Cornelio Balbuena González (Ciudad del Este, 23 de agosto de 1991) é um futebolista paraguaio que atua como zagueiro. Atualmente, defende o Grêmio.

## Carreira

### Início
Iniciou sua carreira no Cerro Porteño PF da cidade de Presidente Franco, no Paraguai. Em 2011 o jogador foi um dos destaques na conquista da División Intermedia, a segunda divisão do Campeonato Paraguaio.
Após breve passagem no Rubio Ñu, em 2013 fechou com o Nacional, clube ao qual foi vice-campeão da Copa Libertadores da América em 2014. Para o segundo semestre de 2014, o zagueiro fechou com o Libertad onde jogou um ano e meio, com Brian Montenegro e Pedro Benítez. Anotou um gol em 2014 e dois gols em 2015 no Campeonato Paraguaio.

### Corinthians
Em 15 de fevereiro de 2016, assinou um contrato de 3 temporadas com o Corinthians. Em 19 de fevereiro, foi apresentado oficialmente. Durante o ano de 2016, brigou para conquistar a titularidade no time.

#### 2017
Em 18 de janeiro, em seu primeiro jogo no ano, levou o clube a final do torneio da Florida Cup, após a goleada de 4 a 1 sobre o Vasco da Gama na semifinal. No dia 21 de janeiro jogou a final contra o arquirrival São Paulo, Corinthians perdeu por 4 a 3 nas penalidades máximas, após o empate em 0 a 0 no tempo real, perdendo o título do torneio e levando o vice-campeonato. Em 1 de fevereiro, o Corinthians realizou um amistoso preparatório contra a Ferroviária para o Campeonato Paulista, Balbuena jogou o primeiro tempo e foi substituído no segundo tempo pelo zagueiro Pedro Henrique, para realizações de testes do técnico Fábio Carille. O Corinthians venceu o jogo com gol de Marquinhos Gabriel, aos 49 minutos do segundo tempo. No dia 4 de fevereiro, o Corinthians realizou seu primeiro jogo oficial no Brasil contra o São Bento, válido pelo Campeonato Paulista 2017, o Timão venceu o jogo por 1 a 0 numa cobrança de pênalti, e somou seus primeiros três pontos. Conquistou o Campeonato Paulista 2017. No Clássico muito emocionante contra o Palmeiras na Arena Corinthians lotada, Balbuena fez o segundo gol do Corinthians, ajudando o Timão a vencer a partida por 3 a 2, válido pelo Campeonato Brasileiro. Foi eleito o melhor zagueiro do Campeonato Brasileiro ao lado do gremista Pedro Geromel.

#### 2018
O início da temporada foi bastante positivo para o zagueiro paraguaio, tendo boas atuações no setor defensivo e se lançando também ao ataque para ajudar o time na jogada aérea. Essa estratégia deu certo, tanto que pela 3ª e na 4ª rodada do Campeonato Paulista, respectivamente, Balbuena marcou gols em partidas contra Ferroviária e São Paulo, chegando a marca de 10 tentos pelo clube alvinegro. Ao final do estadual, o defensor ingressou na seleção do campeonato juntamente com Rodriguinho, seu companheiro de equipe. No dia 24 de abril de 2018 o zagueiro paraguaio renovou seu contrato junto ao time paulista, que era valido até o final do ano, estendendo assim até o final de 2021. Fazendo grandes atuações pelo Corinthians, sendo um dos destaques da equipe, Balbuena acabou despertando o interesse de várias equipes do exterior.

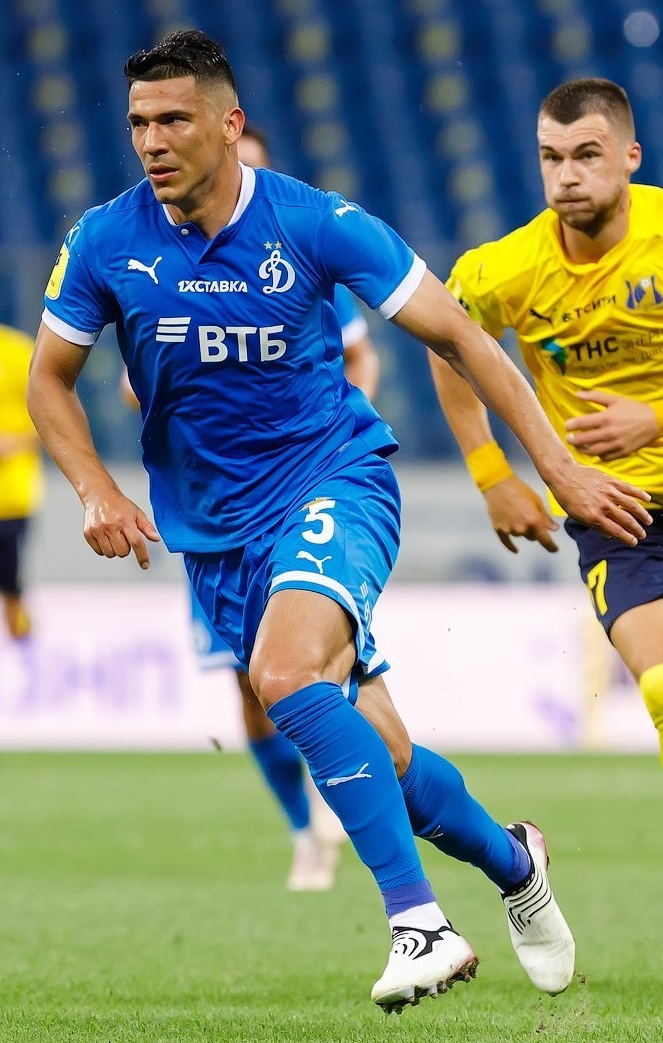
Balbuena atuando pelo Dínamo de Moscou em 2021

### West Ham
No dia 7 de julho de 2018, o Corinthians confirmou a saída do zagueiro paraguaio para o West Ham. No dia 25 de julho de 2018, realizou sua primeira partida pelo clube inglês em um amistoso contra o Aston Villa. Sua estreia na Premier League aconteceu no dia 12 de agosto de 2018, em uma derrota de 4 a 0 para o Liverpool em Anfield. No dia 04 de junho de 2021, encerrou seu contrato com o West Ham.

### Dínamo de Moscou
Em 9 de julho de 2021, o jogador foi oficializado e anunciado como novo reforço do Dínamo de Moscou com um contrato válido por quatro temporadas. Em 10 de julho de 2022, se despediu do clube russo após pedir liberação pela decisão excepcional da Fifa que permite a jogadores que atuam na Rússia e na Ucrânia suspenderem seus contratos e irem para outros times. O jogador irá para outro clube por empréstimo.

### Retorno ao Corinthians
Em 18 de julho de 2022, foi anunciado seu retorno ao Corinthians por empréstimo de uma temporada. No dia seguinte (19), foi apresentado. Fez a sua reestreia pelo clube paulista no dia 24 de julho, na vitória por 2-1 contra o Atlético-MG, no Mineirão, pelo Campeonato Brasileiro 2022. Marcou seu primeiro gol, após o retorno, no dia 6 de agosto de 2022, no empate por 1-1 contra o Avaí, no Estádio da Ressacada, pelo Campeonato Brasileiro 2022. Em 1 de outubro, chegou a marca de 150 jogos com a camisa do Corinthians. Em 29 de junho de 2023, se despediu do Corinthians após o fim de seu empréstimo.

### Grêmio
No dia 26 de julho de 2025, o Grêmio anunciou a contratação de Fabián Balbuena. O zagueiro estava livre no mercado e assina contrato até junho de 2027 como clube gaúcho.

## Seleção Paraguaia

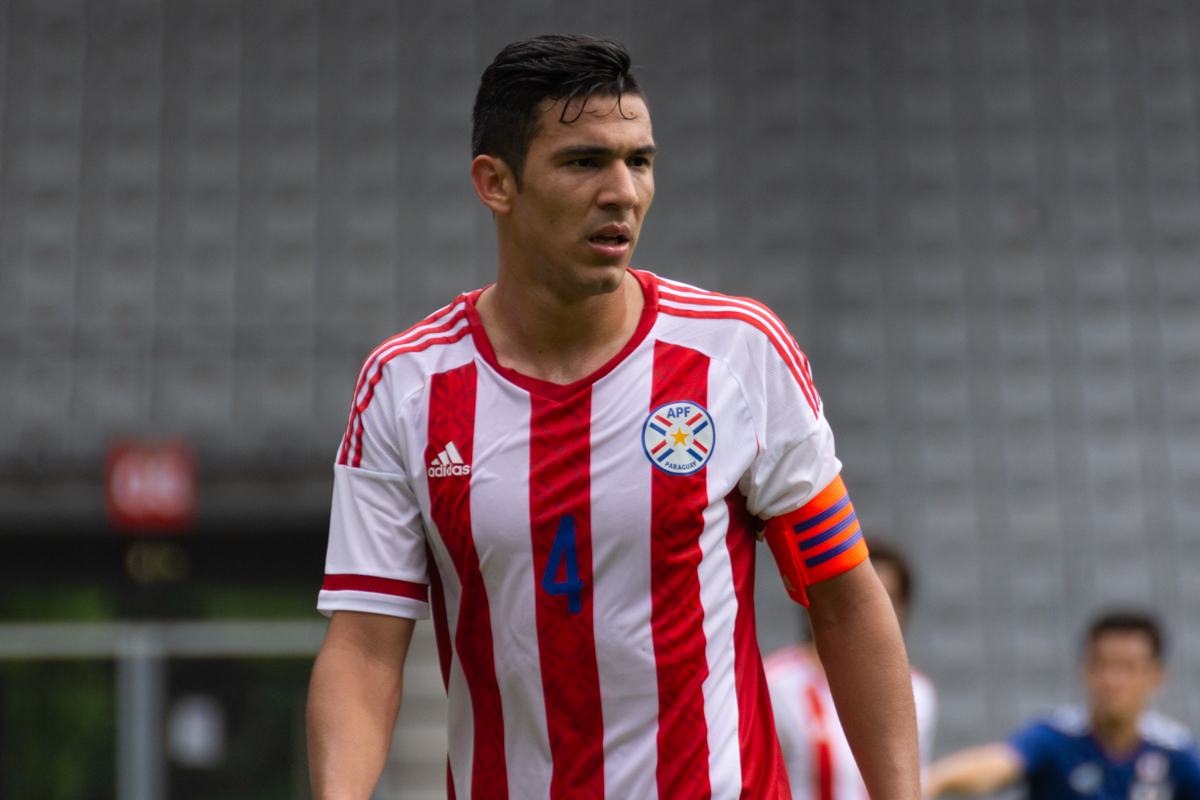
Fabián Balbuena atuando pelo Paraguai.

Estreou pela Seleção Paraguaia principal no dia 31 de março de 2015, em um amistoso contra o México. Foi convocado para a Copa América em 2015 e 2016.
No dia 23 de agosto de 2017, foi convocado por Francisco Arce para os jogos das Eliminatórias da Copa do Mundo FIFA de 2018 - América do Sul contra o Chile e Uruguai nos dias 31 de agosto (em Santiago) e 15 de setembro (em Assunção).
Em 12 de maio de 2017, foi convocado novamente por Francisco Arce para o amistoso contra o Peru.
No dia 23 de maio de 2018, vivendo grande fase no Corinthians, Balbuena foi convocado por Gustavo Morínigo para o amistoso contra o Japão, no dia 12 de junho. Em 23 de setembro de 2022, em uma partida amistosa, marcou seu primeiro gol pelo Paraguai, na vitória por 1 a 0 contra o México.

#### Jogos pela Seleção Paraguaia
Expanda a caixa de informações para conferir todos os jogos deste jogador, pela Seleção Paraguaia.
| Jogos pela Seleção Paraguaia           | Jogos pela Seleção Paraguaia | Jogos pela Seleção Paraguaia                        | Jogos pela Seleção Paraguaia | Jogos pela Seleção Paraguaia | Jogos pela Seleção Paraguaia | Jogos pela Seleção Paraguaia | Jogos pela Seleção Paraguaia |
|                                        | Data                         | Local                                               | Resultado                    | Adversário                   | Gols                         | Competição                   | Ref.                         |
| 2015                                   | 2015                         | 2015                                                | 2015                         | 2015                         | 2015                         | 2015                         | 2015                         |
| -------------------------------------- | ---------------------------- | --------------------------------------------------- | ---------------------------- | ---------------------------- | ---------------------------- | ---------------------------- | ---------------------------- |
| 1.                                     | 31 de março                  | Arrowhead Stadium, Kansas City, Estados Unidos      | 0–1                          | México                       | 0                            | Amistoso                     | [ 45 ]                       |
| 2.                                     | 7 de junho                   | Defensores del Chaco, Assunção, Paraguai            | 2–2                          | Honduras                     | 0                            | Amistoso                     | [ 46 ]                       |
| 2016                                   |                              |                                                     |                              |                              |                              |                              |                              |
| 3.                                     | 28 de maio                   | Georgia Dome, Atlanta, Estados Unidos               | 0–1                          | México                       | 0                            | Amistoso                     | [ 47 ]                       |
| 4.                                     | 11 de junho                  | Lincoln Financial Field, Filadélfia, Estados Unidos | 0–1                          | Estados Unidos               | 0                            | Copa América                 | [ 48 ]                       |
| 2017                                   |                              |                                                     |                              |                              |                              |                              |                              |
| 5.                                     | 5 de outubro                 | Estádio Metropolitano, Barranquilla, Colômbia       | 2–1                          | Colômbia                     | 0                            | Elim. Copa do Mundo de 2018  | [ 49 ]                       |
| 2018                                   |                              |                                                     |                              |                              |                              |                              |                              |
| 6.                                     | 27 de março                  | WakeMed Soccer Park, Cary, Estados Unidos           | 0–1                          | Estados Unidos               | 0                            | Amistoso                     | [carece de fontes?]          |
| 7.                                     | 12 de junho                  | Tivoli Stadion, Innsbruck, Áustria                  | 2–4                          | Japão                        | 0                            | Amistoso                     | [ 50 ]                       |
| Legenda: Vitórias — Empates — Derrotas |                              |                                                     |                              |                              |                              |                              |                              |

## Estatísticas

### Clubes
Abaixo estão listados todos os jogos, gols e assistências do futebolista por clubes.
| Clube             | Temporada         | Campeonato nacional | Campeonato nacional | Campeonato nacional | Copa nacional[a] | Copa nacional[a] | Copa nacional[a] | Competições continentais[b] | Competições continentais[b] | Competições continentais[b] | Outros torneios[c] | Outros torneios[c] | Outros torneios[c] | Total | Total | Total   |
| Clube             | Temporada         | Jogos               | Gols                | Assist.             | Jogos            | Gols             | Assist.          | Jogos                       | Gols                        | Assist.                     | Jogos              | Gols               | Assist.            | Jogos | Gols  | Assist. |
| ----------------- | ----------------- | ------------------- | ------------------- | ------------------- | ---------------- | ---------------- | ---------------- | --------------------------- | --------------------------- | --------------------------- | ------------------ | ------------------ | ------------------ | ----- | ----- | ------- |
| Cerro Porteño     | 2011              | 25                  | 4                   | 0                   | —                | —                | —                | —                           | —                           | —                           | —                  | —                  | —                  | 25    | 4     | 0       |
| Cerro Porteño     | 2012              | 30                  | 1                   | 0                   | —                | —                | —                | 11                          | 0                           | 0                           | —                  | —                  | —                  | 41    | 1     | 0       |
| Cerro Porteño     | Total             | 55                  | 5                   | 0                   | —                | —                | —                | 11                          | 0                           | 0                           | —                  | —                  | —                  | 66    | 5     | 0       |
| Rubio Ñú          | 2013              | 17                  | 1                   | 0                   | —                | —                | —                | —                           | —                           | —                           | —                  | —                  | —                  | 17    | 1     | 0       |
| Rubio Ñú          | Total             | 17                  | 1                   | 0                   | —                | —                | —                | —                           | —                           | —                           | —                  | —                  | —                  | 17    | 1     | 0       |
| Nacional          | 2013              | 14                  | 0                   | 0                   | —                | —                | —                | 2                           | 0                           | 0                           | —                  | —                  | —                  | 16    | 0     | 0       |
| Nacional          | 2014              | 30                  | 1                   | 0                   | —                | —                | —                | 4                           | 0                           | 0                           | —                  | —                  | —                  | 34    | 1     | 0       |
| Nacional          | Total             | 44                  | 1                   | 0                   | —                | —                | —                | 6                           | 0                           | 0                           | —                  | —                  | —                  | 50    | 1     | 0       |
| Libertad          | 2014              | 16                  | 1                   | 0                   | —                | —                | —                | 4                           | 0                           | 0                           | —                  | —                  | —                  | 20    | 1     | 0       |
| Libertad          | 2015              | 26                  | 2                   | 0                   | —                | —                | —                | 5                           | 0                           | 0                           | —                  | —                  | —                  | 31    | 2     | 0       |
| Libertad          | 2016              | 1                   | 0                   | 0                   | —                | —                | —                | 0                           | 0                           | 0                           | —                  | —                  | —                  | 1     | 0     | 0       |
| Libertad          | Total             | 43                  | 3                   | 0                   | —                | —                | —                | 9                           | 0                           | 0                           | —                  | —                  | —                  | 52    | 3     | 0       |
| Corinthians       | 2016              | 29                  | 0                   | 2                   | 4                | 0                | 0                | 2                           | 0                           | 0                           | 6                  | 2                  | 0                  | 41    | 2     | 2       |
| Corinthians       | 2017              | 32                  | 4                   | 1                   | 5                | 0                | 0                | 6                           | 2                           | 0                           | 18                 | 0                  | 0                  | 61    | 6     | 1       |
| Corinthians       | 2018              | 8                   | 0                   | 0                   | 2                | 0                | 0                | 6                           | 0                           | 0                           | 18                 | 3                  | 0                  | 34    | 3     | 0       |
| Corinthians       | 2022              | 13                  | 3                   | 0                   | 6                | 0                | 0                | 2                           | 0                           | 0                           | —                  | —                  | —                  | 21    | 3     | 0       |
| Corinthians       | 2023              | 1                   | 0                   | 0                   | 0                | 0                | 0                | 2                           | 1                           | 0                           | 7                  | 0                  | 0                  | 10    | 1     | 0       |
| Corinthians       | Total             | 83                  | 7                   | 3                   | 17               | 0                | 0                | 18                          | 3                           | 0                           | 49                 | 5                  | 0                  | 167   | 15    | 3       |
| West Ham          | 2018–19           | 23                  | 1                   | 0                   | —                | —                | —                | —                           | —                           | —                           | —                  | —                  | —                  | 23    | 1     | 0       |
| West Ham          | 2019–21           | 17                  | 1                   | 0                   | 4                | 0                | 0                | —                           | —                           | —                           | —                  | —                  | —                  | 21    | 1     | 0       |
| West Ham          | 2021–22           | 14                  | 1                   | 0                   | 4                | 0                | 0                | —                           | —                           | —                           | —                  | —                  | —                  | 18    | 1     | 0       |
| West Ham          | Total             | 54                  | 3                   | 0                   | 8                | 0                | 0                | —                           | —                           | —                           | —                  | —                  | —                  | 62    | 3     | 0       |
| Dynamo de Moscou  | 2021–22           | 27                  | 3                   | 0                   | 4                | 0                | 0                | —                           | —                           | —                           | —                  | —                  | —                  | 31    | 3     | 0       |
| Dynamo de Moscou  | Total             | 27                  | 3                   | 0                   | 4                | 0                | 1                | —                           | —                           | —                           | —                  | —                  | —                  | 31    | 3     | 0       |
| Total na carreira | Total na carreira | 323                 | 21                  | 3                   | 29               | 0                | 0                | 44                          | 3                           | 0                           | 49                 | 5                  | 0                  | 445   | 30    | 3       |

- a. ^ Jogos da Copa do Brasil, Copa da Liga Inglesa, Copa da Inglaterra e Copa da Rússia
- b. ^ Jogos da Copa Libertadores e Copa Sul–Americana
- c. ^ Jogos do Campeonato Paulista e Florida Cup

### Seleção Paraguaia
Abaixo estão listados todos jogos, gols e assistências do futebolista pela Seleção Paraguaia.[carece de fontes?]
| Ano               | Copa América | Copa América | Copa América | Qualificação Mundial | Qualificação Mundial | Qualificação Mundial | Amistosos | Amistosos | Amistosos | Total | Total | Total   |
| Ano               | Jogos        | Gols         | Assist.      | Jogos                | Gols                 | Assist.              | Jogos     | Gols      | Assist.   | Jogos | Gols  | Assist. |
| ----------------- | ------------ | ------------ | ------------ | -------------------- | -------------------- | -------------------- | --------- | --------- | --------- | ----- | ----- | ------- |
| 2015              | —            | —            | —            | —                    | —                    | —                    | 2         | 0         |           | 2     | 0     | 0       |
| 2016              | 1            | 0            | 0            | —                    | —                    | —                    | 1         | 0         | 0         | 2     | 0     | 0       |
| 2017              | —            | —            | —            | 1                    | 0                    | 0                    | —         | —         | —         | 1     | 0     | 0       |
| 2018              | —            | —            | —            | —                    | —                    | —                    | 6         | 0         | 0         | 6     | 0     | 0       |
| 2019              | 2            | 0            | 0            | 2                    | 0                    | 0                    | —         | —         | —         | 4     | 0     | 0       |
| 2020              | —            | —            | —            | 3                    | 0                    | 0                    | —         | —         | —         | 3     | 0     | 0       |
| 2021              | —            | —            | —            | 5                    | 0                    | 0                    | —         | —         | —         | 5     | 0     | 0       |
| 2022              | —            | —            | —            | 3                    | 0                    | 1                    | 2         | 1         | 0         | 5     | 1     | 0       |
| Total na carreira | 3            | 0            | 0            | 14                   | 0                    | 1                    | 11        | 1         | 0         | 28    | 1     | 1       |

## Títulos
Cerro Porteño PF
- División Intermedia: 2011

Libertad
- Campeonato Paraguaio - Torneio Clausura: 2014

Corinthians
- Campeonato Paulista: 2017 e 2018
- Campeonato Brasileiro: 2017

### Prêmios individuais
| Ano  | Premiação                      | Prêmio          | Time        | Resultado | Ref.   |
| ---- | ------------------------------ | --------------- | ----------- | --------- | ------ |
| 2017 | Bola de Prata                  | Melhor zagueiro | Corinthians | Venceu    | [ 52 ] |
| 2017 | Prêmio Craque do Brasileirão   | Melhor zagueiro | Corinthians | Venceu    | [ 53 ] |
| 2017 | Troféu Mesa Redonda            | Melhor zagueiro | Corinthians | Venceu    | [ 54 ] |
| 2018 | Seleção do Campeonato Paulista | Melhor zagueiro | Corinthians | Venceu    | [ 55 ] |